# Shigeru Ishiba
Shigeru Ishiba (japanski: 石破 茂, Ishiba Shigeru; Chiyoda, Tokio, 4. veljače 1957.) japanski je političar, predsjednik Liberalne demokratske stranke (LDP) od 2024. godine i predsjednik vlade Japana od 1. listopada 2024. godine. Član je donjeg doma Kokkaija od 1986. godine te je obnašao dužnosti ministra obrane (2007. – 2008.) i ministra poljoprivrede, šumarstva i ribarstva (2008. – 2009.) Japana, kao i dužnost glavnog tajnika svoje stranke od 2012. do 2014. godine.

## Životopis
Ishibin otac, Jiro Ishiba, bio je guverner prefekture Tottori od 1958. do 1974. godine, a kasnije i ministar unutarnjih poslova. Ishibina majka bila je učiteljica. Nakon što je diplomirao na Sveučilištu Keio u Tokiju, Ishiba se zaposlio u banci Mitsui. Nakon očeve smrti 1981. godine, odlučio je ući u politiku.

### Politička karijera
Godine 1986., u dobi od 29 godina, izabran je u donji dom Kokkaija na listi Liberalne demokratske stranke. U parlamentu se specijalizirao za politiku poljoprivrede i obrane. Pod premijerom Kiichijem Miyazawom bio je parlamentarni viceministar poljoprivrede, a zatim je 1993. godine napustio liberalne demokrate i pridružio se Japanskoj stranci obnove. Promijenio je stranke nekoliko puta nakon toga te se u konačnici vratio u LDP 1997. godine. U sklopu LDP-a djelovao je kao glavni direktor Agencije za obranu pod premijerom Junichirom Koizumijem, ministar obrane pod Yasuom Fukudom i ministar poljoprivrede pod Tarōm Asōm.
Ishida je s vremenom postao ključna figura Liberalne demokratske stranke te je u više navrata bio kandidat za njenog predsjednika. Prvi je puta sudjelovao u tim izborima 2008. godine, kada je završio peti, a među značajnijima su bili izbori u kojima se suprotstavio Shinzu Abeu, oni 2012. te 2018. godine. Unatoč kritikama fakcionalizma u stranci, Ishiba je 2015. godine osnovao vlastitu fakciju, Suigetsukai, kojom je pokušao dostići predsjedništvo. Nakon ostavke Abea 2020. godine, Ishiba je ponovno izgubio izbore za predsjedništvo i završio na trećem mjestu, iza Yoshihidea Suge. Nakon što je odbio kandidirati se 2021. godine, peti je i poslijednji put ušao u izbornu utrku za predsjedništvo stranke 2024. godine, u kojoj je pobijedio Sanae Takaichi te istovremeno postao premijerom Japana.
Ishiba je reputaciju izgradio oko kritika vlastite stranke te liberalnih stavova po pitanju društvenih problema. Podržao je uskraćivanje povjerenja Miyazawi 1993. godine te javno kritizirao Abea tijekom njegova drugog mandata, unatoč tomu što je bio ministar u obje te vlade.